# Jean-Pierre Dauby
Jean-Pierre Dauby (Gages, 28 mei 1949 - Chièvres, 24 april 2000) was een Belgisch lid van het Waals Parlement.

## Levensloop
Van opleiding industrieel ingenieur aan de provinciale school in Aat, vervulde Dauby het essentiële deel van zijn beroepsleven binnen de Waalse gewestelijke administratie. Zo was hij inspecteur-generaal op de Waalse overheidsdienst voor huisvesting, de Société régionale wallonne du Logement.
In de jaren '70 werd hij lid van de Parti Réformateur Libéral en werd voor deze partij in 1976 verkozen tot gemeenteraadslid van Aat. Van 1977 tot 1988 was hij PRL-fractieleider in de gemeenteraad en van 1977 tot 1982 was hij OCMW-raadslid van Aat. Nadat hij vaststelde dat er niet toe in staat was om de PS-meerderheid van burgemeester Guy Spitaels te doorbreken, verhuisde hij in 1988 naar Chièvres. Van 1989 tot 1994 was hij daar gemeenteraadslid in de oppositie en nadat hij in 1994 de PS-meerderheid van de gemeente kon breken, werd hij van 1995 tot aan zijn overlijden burgemeester van Chièvres. In die functie groeide hij uit tot een van de sterke figuren van de PRL in Picardisch Wallonië.
In de jaren '70 was hij provinciaal voorzitter van de jongerenafdeling van de PRL (JRL) en in 1978 werd hij nationaal voorzitter van de JRL. Van 1985 tot 1988 was hij kabinetsmedewerker van Waals minister Arnaud Decléty, minister in de Waalse Executieve, en in het begin van de jaren '90 werd hij secretaris-generaal van de PRL-afdeling van het arrondissement Aat. Van 1977 tot 1999 was hij eveneens provincieraadslid van Henegouwen en van 1992 tot 1995 was hij ondervoorzitter van de provincieraad.
In juni 1999 werd hij voor het arrondissement Doornik-Aat-Moeskroen verkozen tot lid van het Waals Parlement en het Parlement van de Franse Gemeenschap. Wegens ziekte was hij echter zeer weinig betrokken bij het wetgevend werk. Na nog geen jaar parlementslid geweest te zijn, overleed hij in april 2000. Als parlementslid werd hij vervangen door Claudy Huart en als burgemeester van Chièvres door André Feron.